# 901運動
901運動（キュウマルイチうんどう）とは、車作りに関して日産自動車が「1990年までに技術の世界一になっている」ことを目標として掲げた1980年代の社内運動、社内プロジェクトである。P901活動、901活動、901計画、901作戦、プロジェクト901とも呼ばれる。

## 概要
1980年すぎから、ハイソカーブームのあおりで当時25 %前後を維持していた日産自動車の販売シェアが20 %を切るようになり、日産社内でも対策を練っていた。そこで浮上したのが901運動である。この計画は「1990年代までに技術世界一を目指す」という名の下、1990年代まで開発された全車種を対象にシャシー、エンジン、サスペンション、ハンドリング、デザイン、そして品質向上などの技術開発に力を注いだ。

## 901運動の成果
この運動の結果、1980年代後半から1990年代前半に発売された、Y60型パトロール/サファリ、N13 - N14型パルサー、Y31 - Y32型セドリック / グロリア、FPY31型シーマ、F31型レパード（特に後期型）、U12 - U13型ブルーバード、S13型シルビア/ 180SX、A31型初代セフィーロ、J30型マキシマ、C33型ローレル、R32型スカイライン、BNR32型スカイラインGT-R、Z32型フェアレディZ、初代インフィニティQ45、B12 - B13型サニー、P10型初代プリメーラ、W10型初代アベニール、R10型初代プレセア、K11型マーチなどの名車を生み出した。
ATTESA（FFベース）やATTESA E-TS（FRベース）、後輪制御のHICASやマルチリンク式サスペンション、油圧アクティブサスペンションなどの新開発によるハンドリング技術の向上、SR系、RB26DETTを含むRB系などのエンジンでは性能と耐久性が大幅に向上し、日産のブランドイメージアップと販売回復に貢献していた。
レース活動としては、1990年代にはWRCにも積極的に参戦していた。

## バブル崩壊後の衰退
しかし、1990年代前半のバブル景気の崩壊で販売台数は下降線をたどり、さらに地球環境対策でリサイクルシステムの構築と推進に巨額の費用を投じなければならず、当時日産自動車の社長であった辻義文は、生き残りの為にコスト削減へ路線変更をせざるを得なくなり、901運動も終了せざるを得なくなり、それに伴い技術力や商品力の低下も起き、販売台数はさらに下降線をたどり、日産は不振の時代が続き、経営危機に陥るまでの事態となった。（なお、この経営危機から救ったのは2002年（平成14年）にルノーから派遣されたカルロス・ゴーンであり、リバイバルプランであった。）
このような経緯で901運動は終わりを告げたが、品質向上運動そのものは当時日産と提携して資本参加も行っていた富士重工（現・SUBARU）に受け継がれ、レガシィをはじめとする同社製乗用車の品質向上に大きく貢献した。